# Pfarrhaus (Niederhofen)

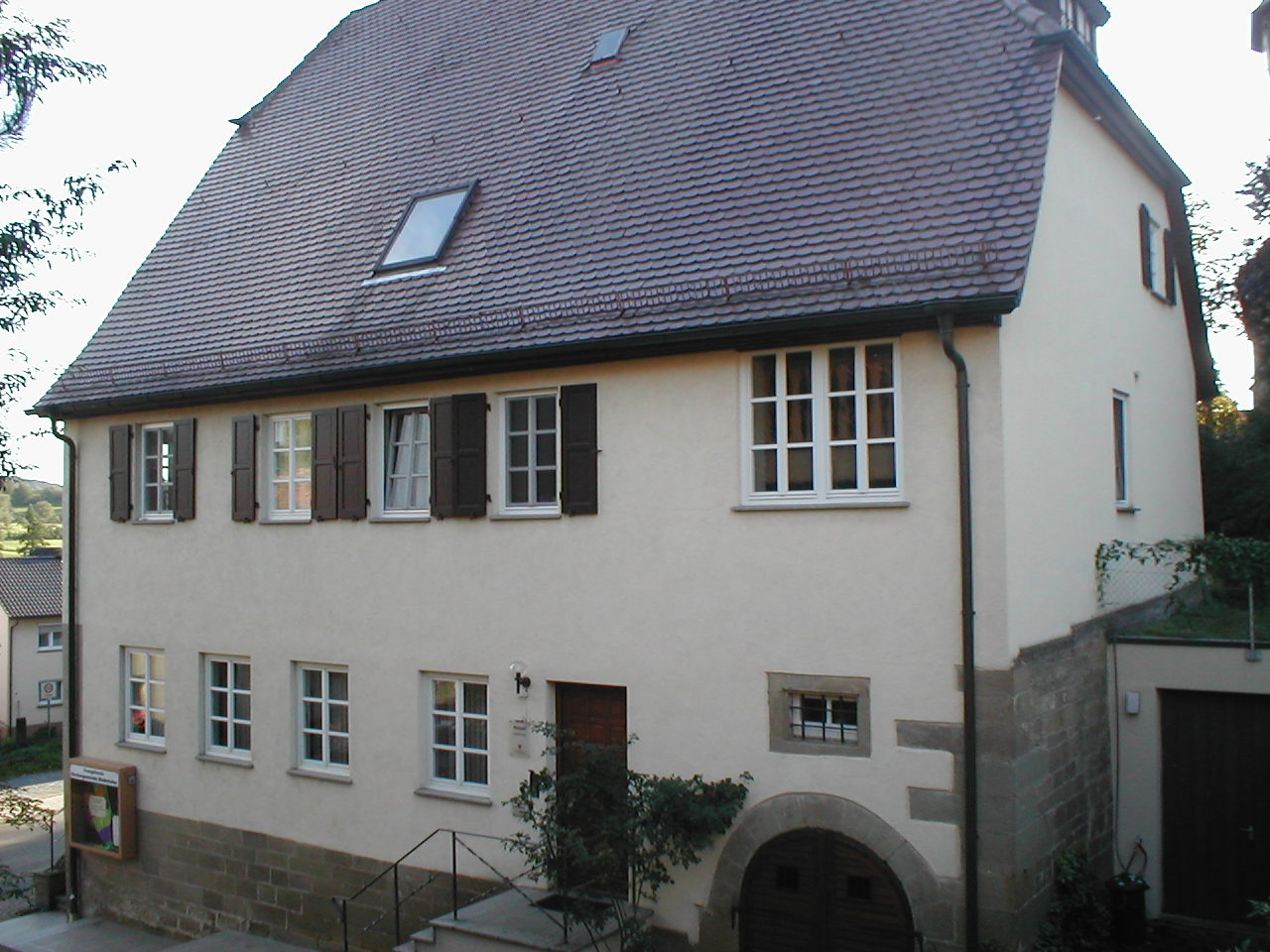
Ehemaliges Pfarrhaus in Niederhofen (2006)

Das Pfarrhaus in Niederhofen, einem Ortsteil der Gemeinde Schwaigern im Landkreis Heilbronn in Baden-Württemberg, wurde laut Inschrift 1726 errichtet. Das ehemalige evangelische Pfarrhaus an der Zabergäustraße 12, in direkter Nachbarschaft zur Cyriakuskirche, ist ein geschütztes Kulturdenkmal. 
Der zweigeschossige Bau über hohem Sockel mit massiv gemauertem, verputztem Erdgeschoss mit Eckquaderungen und verputzten Fachwerk-Obergeschossen wird über eine Freitreppe erschlossen. Ein Krüppelwalmdach schließt das Gebäude ab. 
Die restaurierte Inschrift über dem Eingangsportal lautet: „Auspicante Deo Gratificante Eb: Ludovico Administrante Görungo Procurante Dennartho Domus Haeg Constructa est Anno 1726“.